# Все несчастны (Клан Сопрано)
«Все несчастны» (англ. «Everybody Hurts») — сорок пятый эпизод телесериала канала HBO «Клан Сопрано» и шестой в четвёртом сезоне шоу. Сценарий написал Майкл Империоли, режиссёром стал Стив Бушеми, а премьера состоялась 20 октября 2002 года.

## В ролях
- Джеймс Гандольфини — Тони Сопрано
- Лоррейн Бракко — д-р Дженнифер Мелфи
- Эди Фалко — Кармела Сопрано
- Майкл Империоли — Кристофер Молтисанти
- Доминик Кьянезе — Коррадо Сопрано-мл. *
- Стивен Ван Зандт — Сильвио Данте *
- Тони Сирико — Поли Галтьери *
- Роберт Айлер — Энтони Сопрано-мл.
- Джейми-Линн Сиглер — Медоу Сопрано
- Дреа де Маттео — Адриана Ля Сёрва
- Аида Туртурро — Дженис Сопрано
- Джон Вентимилья — Арти Букко
- Кэтрин Нардуччи — Шармейн Букко
- Федерико Кастеллуччио — Фурио Джунта
- и Джо Пантолиано — Ральф Сифаретто

* = указаны только

### Приглашённые звёзды
- Жан-Юг Англад — Жан-Филипп Кольбер
- Мюриэль Ардан — Элоди Кольбер
- Кэмерон Бойд — Мэтт Теста
- Пол Дано — Патрик Уэйлен
- Мэттью Дель Негро — Брайан Каммарата
- Хайди Диппольд — Джанель Каммарата
- Джессика Данфи — Девин Пиллсбери
- Джозеф Р. Ганнасколи — Вито Спатафоре
- Райан Хоффман — Джейсон Малатеста
- Аннабелла Шиорра — Глория Трилло
- Лорен Тоуб — Лиз ДиЛиберто
- Тоун Кристенсен — мисс Рейкьявик

## Сюжет
Кристофер по-прежнему вкалывает себе героин и он начинает засыпать, когда он получает звонок от Тони, который хочет видеть его. Когда приезжает Кристофер, Тони замечает его опьянение. Кристофер отмахивается, сказав, что это вино, которое он пил с Адрианой. Тони говорит Кристоферу, что Тони будет отдавать приказы через него в будущем, из-за их семейных уз, и что Кристофер "поведёт семью в 21-й век."
Энтони-мл. тусуется со своей подругой Девин Пиллсбери и друзьями, Мэттом Теста, Патриком Уэйленом и Джейсоном Малатеста. Они обсуждают причастность Тони к организованной преступности, и похож или не похож образ жизни на тот, который изображён в серии фильмов «Крёстный отец». Когда Энтони-мл. раскрывает, что Тони является совладельцем стрип-клуба Бада Бинг!, они решают поехать туда. К сожалению, Энтони-мл. путается, и вместо этого, они оказываются в Satriale's.
В постели, Тони и Кармела обсуждают Фурио Джунту. Она хочет свести его с её стоматологическим гигиенистом, Лиз ДиЛиберто. Она также говорит Тони, что она узнала, что Глория Трилло недавно покончила жизнь самоубийством, повесившись на люстре. Тони с трудом скрывал своё потрясение от этой новости. Он идёт в Globe Motors, чтобы узнать побольше деталей. Позже, на сеансе терапии, он злобно противостоит доктору Мелфи, виня её за смерть Глории. Она противостоит ему и говорит Тони, что она даёт своим пациентам всё, что у неё есть. Тони смягчается и раскрывает, что он на самом деле чувствует себя виноватым, ведь он мог больше заботиться о Глории. Но, вместо этого, он прервал их отношения.
У Арти Букко новая французская хозяйка в Nuovo Vesuvio, Элоди Кольбер, и его отношения с Шармейн кажутся ещё более напряжёнными. У брата Элоди, Жан-Филиппа, есть деловое предложение для Арти: он хочет занять денег, чтобы купить права на распространение Арманьяка, утверждая, что это "новая водка". Арти засасывает в сделку и пытается занять денег у Ральфа Сифаретто. Ральфи отказывается, потому что он не смог бы навредить Арти, если бы он не вернул долг Ральфу. Позже, Тони узнаёт об этом и навещает Арти дома, сам предлагая деньги, расстроившись, что Арти не пришёл к нему сначала. Когда он покидает дом Арти, Тони берёт с собой бутылку Арманьяка.
Выйдя из дома Арти, Тони открывает Арманьяк и пьёт его прямо из бутылки. Ему затем снится Глория. В своём сне, он всё ещё несёт бутылку, которую он взял у Арти, которая теперь пуста. Он затем посещает дом Глории, и находит её в чёрном платье, очень похожее на то, которое она носила в ночь, когда он пришёл поздно и испортил ей ужин в предыдущем эпизоде, "Пайн Барренс", но в придачу с длинным, чёрным, шёлковым шарфом вокруг её шеи. Она приглашает его внутрь, сказав, что ужин почти готов. Когда "You", от The Aquatones, тихо играет на заднем плане, Тони и Глория чокаются по случаю, она стаканом, он бутылкой. Глория затем выдвигает стул для Тони за её столом. Когда Тони садится на стул с Глорией у него на коленях, они смотрят друг другу в глаза, и Тони начинает целовать и ласкать её. Затем звенит духовка, и Глория встаёт, чтобы направиться к ней. Когда она идёт к печи, её длинный шарф растягивается вокруг шеи Тони, прежде чем упасть на пол. Пока Глория поливает подливой мясо, маленькие кусочки штукатурки начинают падать вниз перед Тони. Когда он смотрит вверх, он видит, что потолок треснул, и что люстра под большим давлением, почти как будто её тянут вниз. Глория внезапно возвращается за стол и предлагает Тони выбор, увидеть то, что у неё под платьем, или под шарфом. Заметив, что глаза Тони зафиксированы на её шею, она улыбается, затем тянется, чтобы снять с себя шарф. Это заставляет Тони проснуться. Он отправляется в ванную за некоторыми лекарствами.
Кузен Кармелы, Брайан Каммарата, новый финансовый советник семьи Сопрано, навещает их, и Тони подписывает документы для новой доверенности, к восторгу Кармелы. Тони также даёт Брайану номер телефона Пэтси Паризи, когда он замечает вкус Брайана к хорошим костюмам.
Позже, Энтони-мл. и его подружку, Девин, прерывает Кармела, когда они целовались на диване. Они уходят, чтобы найти какое-нибудь уединённое место. Девин заказывает им машину, чтобы отвезти их на работу Медоу в Центр права в Южном Бронксе, когда Энтони-мл. думает считает, что она может позволить им воспользоваться её комнатой в общежитии в Колумбийском университете в Нью-Йорке. Они в шоке от района, в которое Медоу записалась в добровольцы, и разочарованы, когда она не разрешает им воспользоваться её комнатой для секса. Энтони-мл. обсуждает со своей подругой как ему "повезло", что он родился в богатой семье, когда другие люди вынуждены бороться, чтобы заработать себе на жизнь. Позже, Энтони-мл. и Мэтт навещают Девин у неё дома, который обширный, охраняемый сторожевыми постами, и наполненный такими артефактами как оригинал картин Пикассо. Энтони-мл. потрясён и немного напуган богатством Девин и говорит ей, что она должна была сказать что-то.
Тони продолжает вереницу хороших дел, организовывая вечер на концерте Билли Джоэла для Кармелы, Адрианы, Брайана и его жены, Джанель Каммараты. Адриана уходит, боясь проводить слишком много времени с людьми, о которых она должна собирать информацию. Это делает путь для запланированного свидания Кармелы для Фурио и Лиз, хотя как только они там, она, похоже, менее счастлива от своим сватовством. Тони также угощает Дженис за ужином в Nuovo Vesuvio. Они прекрасно ладят в кое-то веки, вспоминая обожание их матери к высасыванию мозгов из костей. Тони поздравляет Дженис по поводу её отношений с Бобби Баккалиери. Дженис отвечает тем, что говорит Тони, что он всегда тянется к ней, когда это нужно.
Арти доставляет деньги Тони Жан-Филиппу за пределами Nuovo Vesuvio, пытаясь предотвратить Шармейн от замечания чего-либо. Позже, он не способен добраться до Жан-Филиппа по телефону. Элоди отвлекает Арти, флиртуя с ним. Арти в конце концов решает Жан-Филиппа дома, готовя себя перед зеркалом и репетируя разговор по дороге, стараясь выглядеть как можно более устрашающим. Когда они встречаются, Жан-Филипп намекает, что он не сможет погасить долг, и Арти нападает на него. Жан-Филипп одерживает верх над Арти и вырывает серёжки Арти прежде чем вышвырнуть его на улицу. Арти идёт домой, перебирая с алкоголем и таблетками, и звонит Тони, который только что закончил заниматься сексом с исландской женщиной. Арти извиняется и объявляет себя неудачником. Тони приходит к выводу, что его друг пытается покончить с собой, так что он вызывает скорую.
Когда он навещает Арти в больнице, Тони зол и сочувствует одновременно. Упомянув, что Арти пропустил свой первый платёж, Тони позволяет Арти очистить счёт Тони в Nuovo Vesuvio в обмен товара, а затем берёт на себя ответственность за сбор долгов, так что Арти больше не должен ему денег. Арти выражает восхищение от того, что Тони может "продумать на 20 шагов вперёд", подсознательно предвидя, что сделка сорвётся, и позиционируя себя так, что он может извлечь выгоду из этого. Тони приходит в ярость от этого предположения. Позже на терапии, он говорит доктору Мелфи об Арти, а затем о своём решении оставить всё позади, пожертвовав денег на горячую линию самоубийств имени Глории. Позже, Жан-Филипп открывает дверь Фурио, которого послал Тони взыскать долг. Эпизод заканчивается тем, что Энтони-мл. тусуется со своими друзьями и не может ответить на вопрос, почему у его папы нет "денег Дона Корлеоне".

## Впервые появляются
- Девин Пиллсбери: подружка Энтони-мл.
- Мэтт Теста: друг Энтони-мл.

## Умерла
- Глория Трилло: Тони узнаёт о самоубийстве Глории через повешение в этом эпизоде.

## Название
- Название эпизода ссылается на эмоциональные трудности, с которыми сталкиваются Тони, Адриана, Арти, Глория и доктор Мелфи.

## Культурные отсылки
- Когда Тони спрашивает Дженис, знает ли она кого-нибудь, кто совершил самоубийство, Дженис отвечает: "Я жила в Сиэтле." Это скорее всего отсылка на часто верующий миф о том, что Сиэтл, из-за его погоды, имеет очень высокий уровень самоубийств.[3] Дженис могла также иметь в виду громкое самоубийство Курта Кобейна, уроженца Вашингтона.

## Музыка
- "Kentucky Fried Flow" Армана Ван Хелдена играет, когда Кристофера и его друзей показывают в ванной, и его друга тошнит, когда Кристофер смотрит в зеркало после того, как он вколол себе героин.
- "Island in the Sun" Weezer играет во время разговора между Кармелой и Адрианой в спортзале.
- "I Only Have Eyes For You" The Flamingos играет в сцене, где Тони обедает с Дженис.
- "Untitled (How Does It Feel)" Ди Энджело используется в качестве дайджестской музыки, когда Энтони-мл. и Девин на диване в доме Сопрано.
- "You" The Aquatones играет, когда Тони снится Глория.
- "Ballin' Out Of Control" - Джермейн Дюпри, feat. Nate Dogg.
- "EmMa" - Ману Дабинго.
- "Tout Simplement" - Биби.
- "Scenes from an Italian Restaurant" Билли Джоэла играет в сцене ближе к концу эпизода, где Тони, Кармела и их гости едят в итальянском ресторане, предположительно после концерта Билли Джоэла.
- Песня, играющая во время финальных титров - "Take Me for a Little While" Дэйва Эдмундса.